# Eric Clapton at His Best
Clapton ist ein Kompilationsalbum des britischen Rockmusikers Eric Clapton aus dem Jahr 1972. Das Album beinhaltet Titel aus Claptons früher Solokarriere. Es ist die erste Clapton-Kompilation unter Polydor.
Obwohl das Album auch in anderen Ländern verkauft wurde, sollte die Kompilation Clapton hauptsächlich in den Vereinigten Staaten zu großem Durchbruch verhelfen. Um dem beizusteuern lizenzierte Polydor Records Claptons Musik für Atco und Atlantic Records. Das Album war von 1972 bis 1976 in Produktion.

## Titelliste
| Nr. | Titel                             | Autor(en)                      | Produktion                      | Länge |
| --- | --------------------------------- | ------------------------------ | ------------------------------- | ----- |
| 1.  | Bottle of Red Wine                | Eric Clapton, Delaney Bramlett | Delaney Bramlett                | 3:06  |
| 2.  | Anyday                            | Eric Clapton, Bobby Whitlock   | Derek and the Dominos, Tom Dowd | 6:33  |
| 3.  | I Looked Away                     | Eric Clapton, Bobby Whitlock   | Derek and the Dominos, Tom Dowd | 3:02  |
| 4.  | Let It Rain                       | Eric Clapton, Bonnie Bramlett  | Delaney Bramlett                | 5:07  |
| 5.  | Lonesome and a Long Way from Home | Bonnie Bramlett, Leon Russell  | Delaney Bramlett                | 3:43  |

| Nr. | Titel             | Autor(en)                  | Produktion                      | Länge |
| --- | ----------------- | -------------------------- | ------------------------------- | ----- |
| 1.  | Sea of Joy        | Steve Winwood              | Jimmy Miller                    | 5:23  |
| 2.  | Layla             | Eric Clapton, Jim Gordon   | Derek and the Dominos, Tom Dowd | 7:01  |
| 3.  | Blues Power       | Eric Clapton, Leon Russell | Delaney Bramlett                | 3:10  |
| 4.  | Bell Bottom Blues | Eric Clapton               | Derek and the Dominos, Tom Dowd | 5:00  |

| Nr. | Titel                | Autor(en)                    | Produktion                      | Länge |
| --- | -------------------- | ---------------------------- | ------------------------------- | ----- |
| 1.  | After Midnight       | J. J. Cale                   | Delaney Bramlett                | 3:11  |
| 2.  | Keep On Growing      | Eric Clapton, Bobby Whitlock | Derek and the Dominos, Tom Dowd | 6:20  |
| 3.  | Little Wing          | Jimi Hendrix                 | Derek and the Dominos, Tom Dowd | 5:31  |
| 4.  | Presence of the Lord | Eric Clapton                 | Jimmy Miller                    | 4:48  |

| Nr. | Titel                           | Autor(en)                       | Produktion                      | Länge |
| --- | ------------------------------- | ------------------------------- | ------------------------------- | ----- |
| 1.  | Why Does Love Got to Be So Sad? | Eric Clapton, Bobby Whitlock    | Derek and the Dominos, Tom Dowd | 4:41  |
| 2.  | Easy Now                        | Eric Clapton                    | Delaney Bramlett                | 2:58  |
| 3.  | Slunky                          | Eric Clapton, Delaney Bramlett  | Delaney Bramlett                | 3:33  |
| 4.  | Key to the Highway              | Charles Segar, Big Bill Broonzy | Derek and the Dominos, Tom Dowd | 9:39  |

## Rezeption
Kritiker William Ruhlmann der Website Allmusic lobte, dass die Kompilation viele Titel beinhaltet, die Clapton als Solokünstler darbietet. Er kritisierte jedoch, dass Lieder wie Blues Power und Layla nun schon zum dritten Mal veröffentlicht wurden. Insgesamt vergab Ruhlmann drei der fünf möglichen Bewertungseinheiten für das Album. Die Kompilation belegte Platz 87 der Billboard 200 im Jahr 1972.